# مهندسی اطلاعات (رشته)
مهندسی اطلاعات، رشته مهندسی است که به تولید، توزیع، تجزیه و تحلیل و استفاده از اطلاعات، داده‌ها و دانش در سیستم‌ها می‌پردازد. این زمینه برای اولین بار در اوایل قرن ۲۱ شناسایی شد.

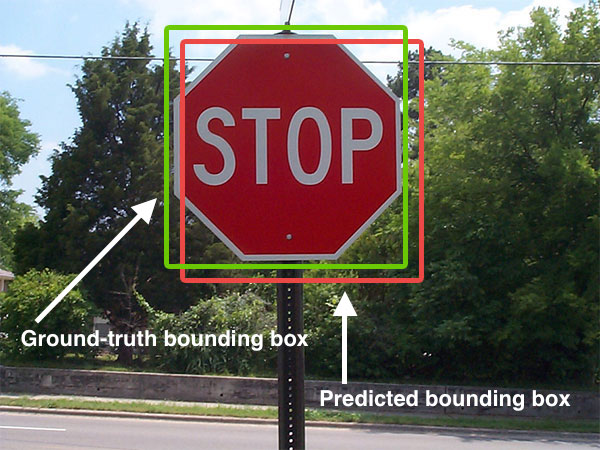
تشخیص شیء برای یک علامت توقف.

مؤلفه‌های مهندسی اطلاعات شامل زمینه‌های نظری بیشتری مانند یادگیری ماشینی، هوش مصنوعی، نظریه کنترل، پردازش سیگنال و نظریه اطلاعات و زمینه‌های کاربردی تر مانند دید رایانه، پردازش زبان طبیعی، بیوانفورماتیک، محاسبات تصویر پزشکی، نرم‌افزارهای هوشمند (chminformatics)، روباتیک مستقل است. رباتیک موبایل و ارتباطات از راه دور. بسیاری از اینها از علوم رایانه سرچشمه می‌گیرند، همچنین شاخه‌های دیگر مهندسی مانند مهندسی کامپیوتر، مهندسی برق و مهندسی زیستی.

نمونه ای از خوشه بندی در یادگیری ماشین.

رشته مهندسی اطلاعات به شدت مبتنی بر ریاضیات، به ویژه احتمال، آمار، حساب، جبر خطی، بهینه‌سازی، معادلات دیفرانسیل، حساب متغیر و تحلیل پیچیده‌است.
مهندسین اطلاعات غالباً [نیاز به استناد] مدرک مهندسی اطلاعات یا یک حوزه مرتبط را دارند و غالباً بخشی از یک نهاد حرفه ای مانند مؤسسه مهندسی و فناوری یا مؤسسه سنجش و کنترل هستند. آنها به دلیل استفاده گسترده از مهندسی اطلاعات، تقریباً در همه صنایع اشتغال دارند.

## تاریخ
اصطلاح مهندسی اطلاعات به یک روش مهندسی نرم‌افزار گفته می‌شود که امروزه بیشتر به عنوان مهندسی فناوری اطلاعات یا روش مهندسی اطلاعات شناخته می‌شود که این معنای کنونی خود را در اوایل قرن بیست و یکم به دست آورد.

## عناصر
یادگیری ماشینی زمینه ای است که شامل استفاده از روش‌های آماری و احتمالی برای اجازه دادن به کامپیوترها «یادگیری» از داده‌ها بدون برنامه‌ریزی صریح است. علم داده شامل کاربرد یادگیری ماشینی برای استخراج دانش از داده‌ها است.
زمینه‌های یادگیری ماشین شامل یادگیری عمیق، یادگیری نظارت شده، یادگیری بدون نظارت، یادگیری تقویتی، یادگیری نیمه تحت نظارت و یادگیری فعال است.
استنتاج علت یکی دیگر از مؤلفه‌های مرتبط با مهندسی اطلاعات است.

### نظریه کنترل
تئوری کنترل به کنترل سیستم‌های پویا (مداوم) اشاره دارد و هدف آن جلوگیری از تأخیر، افزایش بیش از حد یا عدم ثبات است. [۱۲] مهندسین اطلاعات تمایل دارند بیشتر از تئوری کنترل تمرکز کنند تا طراحی فیزیکی سیستم‌های کنترل و مدارها (که تمایل دارند تحت مهندسی برق قرار گیرند).
زمینه‌های نظریه کنترل شامل کنترل کلاسیک ، کنترل بهینه و کنترل غیرخطی است.

### پردازش سیگنال
پردازش سیگنال به تولید، تجزیه و تحلیل و استفاده از سیگنال‌ها اشاره دارد که می‌توانند اشکال مختلفی از قبیل تصویر، صدا، برق یا بیولوژیکی به خود بگیرند.

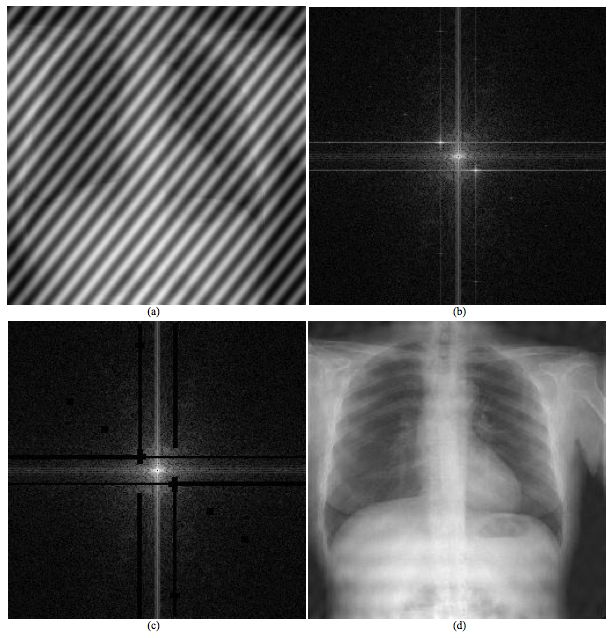
نمونه ای از چگونگی استفاده از تبدیل 2D فوریه برای حذف اطلاعات ناخواسته از اسکن اشعه ایکس.

### نظریه اطلاعات
نظریه اطلاعات تجزیه و تحلیل ، انتقال و ذخیره اطلاعات را مورد مطالعه قرار می‌دهد. زمینه‌های اصلی نظریه اطلاعات شامل کدگذاری و فشرده سازی داده‌ها است.

### دید رایانه
دید رایانه زمینه ای است که با در اختیار داشتن رایانه برای درک داده‌های تصویری و تصویری در سطح بالا می‌باشد.

### پردازش زبان طبیعی
پردازش زبان طبیعی با دستیابی به رایانه برای درک زبانهای انسانی (طبیعی) در سطح بالایی سروکار دارد. این معمولاً به معنای متن است، اما اغلب شامل پردازش و تشخیص گفتار نیز می‌شود.

### بیوانفورماتیک
Bioinformatics زمینه ای است که به تجزیه و تحلیل، پردازش و استفاده از داده‌های بیولوژیکی می‌پردازد. این معمولاً به معنای مباحثی از قبیل ژنومیک و پروتئومیکس است و بعضی اوقات شامل محاسبات تصویر پزشکی نیز می‌شود.

### شیمی درمانی
Cheminformatics زمینه ای است که به تجزیه و تحلیل، پردازش و استفاده از داده‌های شیمیایی می‌پردازد.

### رباتیک
رباتیک در مهندسی اطلاعات بیشتر بر روی الگوریتم‌ها و برنامه‌های رایانه ای مورد استفاده برای کنترل روبات‌ها تمرکز دارد. به این ترتیب، مهندسی اطلاعات تمایل دارد بیشتر روی ربات‌های خودمختار، سیار یا احتمالی متمرکز شود. زمینه‌های اصلی مورد مطالعه مهندسان اطلاعات شامل کنترل، درک، SLAM و برنامه‌ریزی حرکت است.

## ابزارها
در گذشته برخی از مناطق در مهندسی اطلاعات مانند پردازش سیگنال از الکترونیک آنالوگ استفاده می‌کردند، اما امروزه بیشتر مهندسی اطلاعات با رایانه‌های دیجیتال انجام می‌شود. بسیاری از کارها در مهندسی اطلاعات می‌توانند به موازات هم قرار گیرند، بنابراین امروزه مهندسی اطلاعات با استفاده از CPU , GPU و شتابدهنده AI انجام می‌شود. همچنین علاقه به استفاده از کامپیوترهای کوانتومی برای برخی از زیرمجموعه‌های مهندسی اطلاعات مانند یادگیری ماشین و روباتیک وجود داشته‌است.